# هيروشي جوفوكو
هيروشي جوفوكو (باليابانية: 城福 浩) (21 مارس 1961 في توكوشيما في اليابان – )؛ هو لاعب كرة قدم ياباني سابق كان يلعب كلاعب وسط.

## وصلات خارجية
- هيروشي جوفوكو على موقع قاعدة بيانات كرة القدم.إي يو (الإنجليزية)
- هيروشي جوفوكو على موقع Soccerway.com (الإنجليزية)
- هيروشي جوفوكو على موقع عالم كرة القدم.نت (الإنجليزية)

- J.League Data Site (باليابانية)